# La Côte Feuillée
La Côte Feuillée è un trampolino situato a Chaux-Neuve, in Francia.

## Storia
Aperto nel 1989 e ristrutturato nel 2010, portando il salto maggiore da K90 (HS100) a K106 (HS118), l'impianto ha ospitato varie tappe della Coppa del Mondo di combinata nordica e competizioni minori di salto con gli sci.

## Caratteristiche
Il trampolino lungo ha il punto K a 106 m; il primato di distanza, 120,5 m, è stato stabilito dal francese Jason Lamy-Chappuis nel 2011; il primato femminile, 113 m, è stato stabilito dalla sua connazionale Léa Lemare nel 2013. Il complesso è attrezzato anche con salti minori HS60, K28, K10 e K8.